# Oberlin College

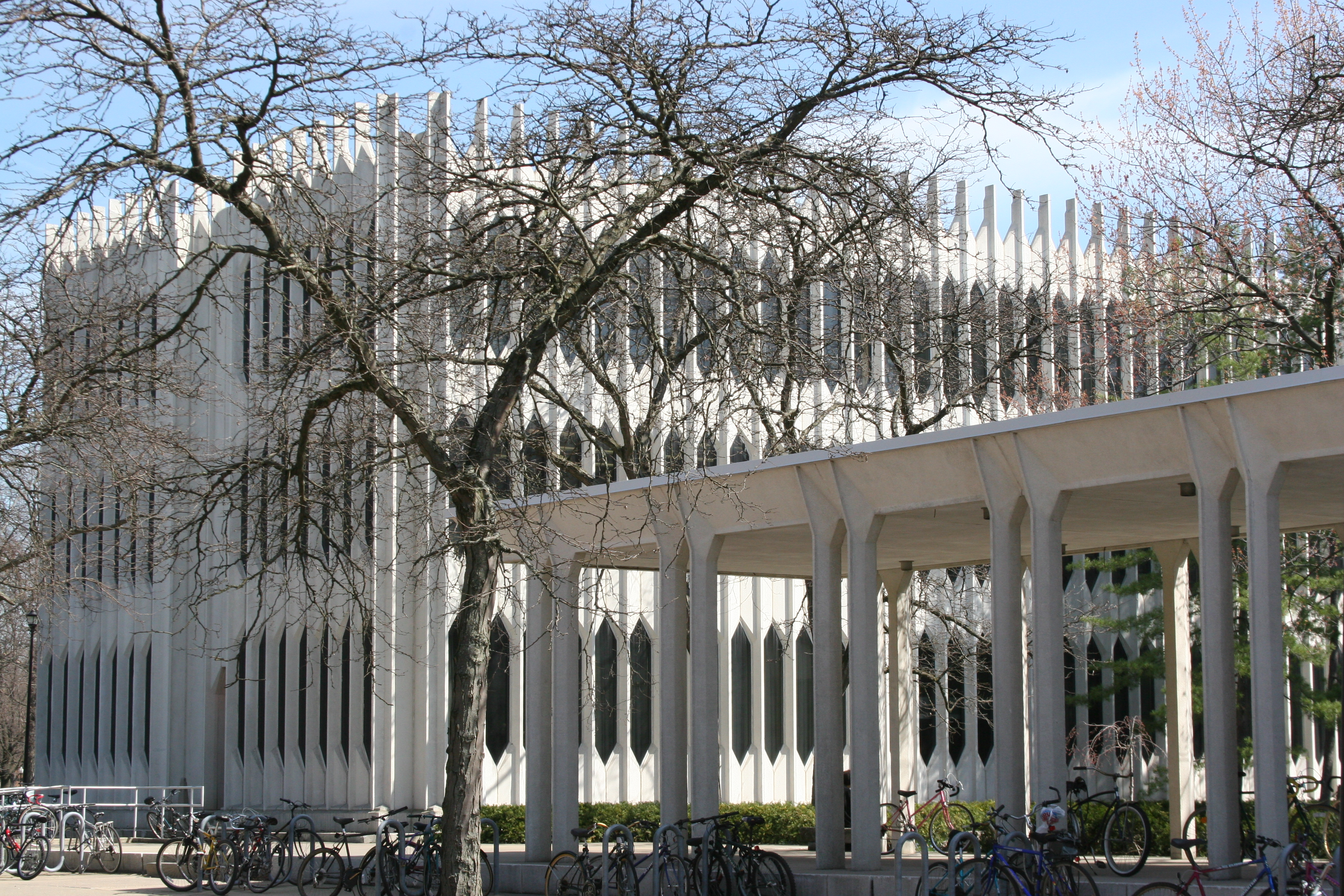
jedna z budov Oberlin College

Oberlin College je vysoká škola ve městě Oberlin (Ohio, USA).
Oberlin College byla založena roku 1833. Město Oberlin založili aktivisté, bojující proti otroctví. Oberlin College byla první vysokou školou, která zavedla koedukaci (vzdělávání obou pohlaví společně) a odmítla také rasovou diskriminaci. V roce 1858 se spolu s městem Oberlin podílela na vzniku americké občanské války, neboť odmítla vydat uprchlého otroka.
V letech 1851 až 1866 byl profesorem teologie a prezidentem Oberlin College teolog Charles Grandison Finney.
V současnosti je Oberlinská vysoká škola školou hudby, umění a designu. Město má asi 9 000 obyvatel. Oberlin College má dvě katedry: Vysokou školu umění a společenských věd a konzervatoř. Vysoká škola uděluje titul bakaláře umění v humanitních oborech a společenských vědách.
Konzervatoř pak uděluje bakalářský titul v hudebních oborech (dirigent, hudební vzdělání, operní divadlo, hra na historické nástroje a vyučování hudby).